# Anabate bridé
Anabacerthia amaurotis
Espèce
Synonymes
- Anabates amaurotis (Temminck, 1823)
- Philydor amaurotis (Temminck, 1823)[1]

Statut de conservation UICN

NT : Quasi menacé
L'Anabate bridé (Anabacerthia amaurotis) est une espèce d'oiseaux de la famille des Furnariidae.

## Systématique
L'espèce Anabacerthia amaurotis a été décrite pour la première fois en 1823 par le zoologiste néerlandais Coenraad Jacob Temminck sous le protonyme d’Anabates amaurotis.

## Répartition
L'espèce est présente dans le Sud-Est du Brésil, au Paraguay et dans le Nord de l'Argentine.